# Rhaphuma mucosa
Rhaphuma mucosa är en skalbaggsart som beskrevs av Holzschuh 2003. Rhaphuma mucosa ingår i släktet Rhaphuma och familjen långhorningar.
Artens utbredningsområde är Laos. Inga underarter finns listade i Catalogue of Life.